# Timalia pileata
El timalí capirotado (Timalia pileata) es una especie de ave paseriforme de la familia Timaliidae propia del sureste de Asia. Es la única especie del género Timalia..

## Distribución
Se la encuentra en Bangladés, Camboya, China, India, Indonesia, Laos, Birmania, Nepal, Tailandia, y Vietnam.
La reserva de vida salvaje Sukla Phanta en Nepal es el límite occidental de la zona en la que habita.